# Oscarino
Oscarino Costa Silva, conosciuto solo come Oscarino (Niterói, 17 gennaio 1907 – 16 settembre 1990), è stato un calciatore brasiliano.

## Carriera
In carriera, Oscarino giocò per l'Ypiranga di Niterói, l'América di Rio de Janeiro, il Vasco da Gama e il São Cristóvão.
Con la Nazionale brasiliana disputò il Mondiale 1930.

## Palmarès

### Club
- Campionato Fluminense: 4

Ypiranga: 1928, 1929, 1930, 1931
- Campionato Niteroiense: 4

Ypiranga: 1928, 1929, 1930, 1931
- Campionato Carioca: 2

América: 1935
Vasco da Gama: 1936